# Robson Ponte
Robson Ponte (ur. 6 listopada 1976 w São Paulo) – brazylijski piłkarz występujący na pozycji napastnika. Do 2010 grał w japońskim zespole Urawa Red Diamonds. Następnie zakończył profesjonalną karierę i przeniósł się do Brazylii, gdzie amatorsko kontynuował grę w piłkę nożną w zespole Grêmio Barueri. Posiada również włoskie obywatelstwo.

## Kariera klubowa
Robson Ponte zawodową karierę rozpoczynał w 1995 roku w Juventusie São Paulo. Dwa lata później przeniósł się do zespołu América FC, a w 1998 roku został graczem Guarani FC. Strzelił dla niego 16 goli w 32 meczach pierwszej ligi brazylijskiej. W sezonie 1998 zajął 19. miejsce w gronie 24 drużyn, a w kolejnych rozgrywkach uplasował się na 8. pozycji w stawce 22 klubów.
W 1999 roku Ponte przeprowadził się do Niemiec, gdzie podpisał kontrakt z Bayerem 04 Leverkusen. W rozgrywkach Bundesligi zadebiutował 13 sierpnia w zremisowanym 0:0 meczu przeciwko MSV Duisburg. Pierwszego gola zdobył natomiast 28 sierpnia podczas wygranego 2:1 spotkania z VfB Stuttgart. W sezonie 1999/2000 brazylijski pomocnik zdobył z Bayerem wicemistrzostwo kraju, a sam w ligowych rozgrywkach zanotował 23 występy. W kolejnych rozgrywkach wystąpił już tylko 12 razy, a drużyna z Leverkusen zajęła w tabeli 4. miejsce. Przez 2 lata spędzone w Leverkusen Ponte o miejsce w składzie rywalizował z takimi piłkarzami jak Bernd Schneider, Stefan Beinlich, Emerson, Zé Roberto, Carsten Ramelow, Michael Ballack i Jurica Vranješ.
Latem 2000 roku Ponte został sprzedany do VfL Wolfsburg, gdzie od razu wywalczył sobie miejsce w podstawowym składzie. W sezonie 2001/2002 zdobył w Bundeslidze 8 goli, w tym 2 w zwycięskim 2:1 pojedynku z Energie Cottbus rozegranym 9 lutego 2001 roku. Wolfsburg w sezonie 2001/2002 i 2002/2003 plasował się w środkowych rejonach ligowej tabeli, po czym w 2003 roku Ponte wrócił do Bayeru 04 Leverkusen. Przez kolejne 2 lata wystąpił w 43 spotkaniach Bayeru w Bundeslidze i strzelił w nich 4 bramki.
W 2005 roku piłkarz trafił do japońskiego Urawa Red Diamonds, gdzie zaczął odnosić największe sukcesy w karierze. W 2005 roku zdobył wicemistrzostwo kraju i został zwycięzcą Emperor's Cup. W 2006 roku wywalczył mistrzostwo i superpuchar oraz ponownie wygrał turniej Emperor's Cup. W 2007 roku Ponte drugi raz w karierze zdobył wicemistrzostwo Japonii, a także zwyciężył w rozgrywkach Azjatyckiej Ligi Mistrzów zdobywając w nich 4 gole. Ponadto Brazylijczyk został uznany najlepszym zawodnikiem sezonu w J–League i trafił do najlepszej jedenastki sezonu.
6 listopada 2009 roku w centrum medycznym w Saitama City u piłkarza wykryto grypę typu A. Nie istniała jednak konieczność hospitalizacji i zawodnik leczył się w domu.